# Samfree
samfree（サムフリー、1984年9月9日 - 2015年9月24日）は、日本の音楽プロデューサー。VOCALOIDを使用して曲を製作していた。

## 人物
2007年11月、ニコニコ動画にて動画投稿を開始。2009年2月、巡音ルカを使用した楽曲「ルカルカ★ナイトフィーバー」を投稿し、大きな反響を呼んだ。その後もニコニコ動画で、SAMナイトシリーズと呼ばれるものを中心としたVOCALOIDオリジナル曲、自身の「歌ってみた」動画を投稿していた。最終投稿は2015年8月、自身最後のVOCALOIDオリジナル曲だった。
内因性の病により2015年9月24日に31歳で死去した。

## ディスコグラフィ

### 同人
全てアルバム。
| #   | 題名                    | 発売日         | 備考                                   |
| --- | ----------------------- | -------------- | -------------------------------------- |
| 1st | Daybreak                | 2008年3月23日  | 12トラック                             |
| 2nd | Missing                 | 2008年8月16日  | 10トラック、コミックマーケット74で頒布 |
| 3rd | 赤い実はじけた/えもラブ | 2008年11月30日 | 第6回THE VOC@LOiD M@STERで頒布         |
| 4th | Story                   | 2009年9月6日   | 10トラック                             |
| 5th | Crime                   | 2010年8月14日  | 12トラック、コミックマーケット78で頒布 |
| 6th | Fever                   | 2011年9月4日   | 15トラック                             |

## 楽曲提供

### アーティスト
- あいみょん
  - 「貴方解剖純愛歌 〜死ね〜」（2015年） - 編曲
- +α/あるふぁきゅん。
  - 「ルファルファ★ナイトインワンダーランド」（2014年） - 作詞（クプラと共同）・作曲・編曲
- 内田真礼
  - 「世界が形失くしても」（2015年） - 作詞（Yousuke Sawaと共同）・作曲
- 鹿乃
  - 「Stella-rium」（2015年） - 作曲
  - 「Walk This Way!」（2015年） - 作詞・作曲・編曲
  - 「プリマステラ」（2016年） - 作詞（鹿乃と共同）・作曲・編曲（作曲・編曲ともゆうゆと共同）
    - 生前、samfreeが途中まで作成していた楽曲を鹿乃とゆうゆが完成させた。
- 喜多村英梨
  - 「BE NAKED」（2008年） - 作曲　※「佐野貴幸」名義
- Silent Siren
  - ミニアルバム、1st〜8thシングル、1st〜3rdアルバム（2012年〜2015年途中）のほぼ全楽曲、クボナオキとの共同編曲。一部楽曲は、samfree単独で作曲・編曲を担当。
  - ミニアルバム「サイサイ」（2012年） - 全楽曲、Silent Sirenとの共同編曲
    - 「セピア」 - 作曲・共同編曲

  - ミニアルバム「ラブシル」（2012年）
    - 「escape」 - 作曲・編曲
    - 「キミがスキ」 - 作曲・編曲

  - シングル「stella☆」（2013年）
    - 「フィルター」 - 作曲・編曲

  - アルバム「Start→」（2013年）
    - 「ねぇ」 - 作曲・編曲

  - アルバム「31Wonderland」（2014年）
    - 「アンチノミー」 - 作曲・編曲
    - 「Limited」 - 作曲・編曲

  - シングル「BANG!BANG!BANG!」（2014年）
    - 「Star Drops」 - 共同作曲（あいにゃんと）・編曲

  - アルバム「サイレントサイレン」（2015年）
    - 「女子校戦争」 - 作曲・編曲

  - アルバム「S」（2016年）
    - 「レイラ」 - 作曲
- ステーション♪
  - 「記念日に逢いましょう」（2012年） - 作曲・編曲　※「佐野貴幸」名義
- DANCEROID
  - 「情熱をUpload」（2011年） - 作詞・作曲
- 中ノ森バンド
  - 「人間なんて」（2008年） - 編曲（中ノ森バンドと共同）　※「佐野貴幸」名義
- palet
  - 「キミノコト」（2015年） - 編曲（クボナオキと共同）
- ピコ
  - サポートメンバーとしてインディーズ時代はSAM名義でキーボード・作曲を担当。サウンドプロデュースとしてメジャー・デビュー後も多くの楽曲を作り、作詞も手掛けているもの、編曲のみのものもある。生前に発売が予告されていた8thシングルの時点で制作にかかわらなくなっていたが、没後、ピコは音源を数年リリースしていなかった。
- 松岡卓弥
  - 「月の剣」（2013年） - 作曲
- 三澤紗千香
  - 「Relievers」（2013年） - 作曲・編曲

### 主題歌・挿入歌

#### アニメ
- すもももももも〜地上最強のヨメ〜（2006年）
  - 「鱈のムニエルとわたし」（キャラクターソング：九頭竜もも子（鹿野優以）） - 作曲　※「佐野貴幸」名義
- テガミバチ REVERSE（2010年）
  - 「勿忘草」（エンディングテーマ：ピコ） - 編曲
- よりぬき銀魂さん（2011年）
  - 「桜音」（エンディングテーマ：ピコ） - 作曲
- 貧乏神が!（2012年）
  - 「Make My Day!」（オープニングテーマ：ピコ） - 作詞（ピコと共同）・作曲・編曲
- 刀語（ノイタミナ版）（2013年）
  - 「言ノ葉」（エンディングテーマ：ピコ） - 作詞・作曲・編曲
  - 「Kotonoha -Ballad-」（最終話エンディングテーマ：ピコ） - 作詞・作曲・編曲
- ムシブギョー（2013年）
  - 「伝心∞アンチェインド」（後期オープニングテーマ：FREE蛇'M） - 作詞・作曲・編曲
  - 「ハルウララ・モモラルラ」（キャラクターソング：お春（明坂聡美）） - 作詞・作曲・編曲
  - 「願い事」（キャラクターソング：お春（明坂聡美）） - 作詞・作曲・編曲
  - 「いつかの儚い物語」（キャラクターソング：お春（明坂聡美）） - 作詞・作曲・編曲
  - 「ココロ、想い、強く。」（キャラクターソング：お春（明坂聡美）） - 作詞・作曲・編曲
  - 「GO STRAIGHT -お春Ver.-」（キャラクターソング：お春（明坂聡美）） - 作曲・編曲
  - 「アイム*ユア*ホーム」（キャラクターソング：お春（明坂聡美）） - 編曲（福島貴夫と共同）
  - 「激情パラノイア」（キャラクターソング：火鉢（大久保瑠美）） - 作詞・作曲・編曲
  - 「発破ッパラッパ」（キャラクターソング：火鉢（大久保瑠美）） - 作詞・作曲・編曲
  - 「反抗Myself」（キャラクターソング：火鉢（大久保瑠美）） - 作詞・作曲・編曲
  - 「紫陽花レイニーダンス」（キャラクターソング：火鉢（大久保瑠美）） - 作詞・作曲・編曲
  - 「GO STRAIGHT -お春Ver.-」（キャラクターソング：火鉢（大久保瑠美）） - 作曲・編曲
  - 「ひば×チラ!」（キャラクターソング：火鉢（大久保瑠美）） - 編曲（福島貴夫と共同）
  - 「GO STRAIGHT (Album Remix)」（キャラクターソング：お春（明坂聡美）、火鉢（大久保瑠美）） - 作曲・編曲
- マイリトルポニー〜トモダチは魔法〜 ベストセレクション（2014年）
  - 「ラッキーガール」（オープニングテーマ：Silent Siren） - 編曲（クボナオキと共同）
- 放課後のプレアデス（2015年）
  - 「Stella-rium」（オープニングテーマ：鹿乃） - 作曲

#### ゲーム
- エターナルファンタジー（2007年）
  - 「解」（挿入歌：miru） - 作曲・編曲　※「佐野貴幸」名義
- スーパーロボット大戦UX（2013年）
  - 「LOVE♥14」（挿入歌：初音ミク） - 編曲
  - 「ln the Blue Sky」（挿入歌：初音ミク） - 編曲

#### ドラマ
- 鉄道むすめ〜Girls be ambitious!〜（2008年）
  - 「記念日に逢いましょう」（挿入歌：神宮寺結子） - 作曲・編曲　※「佐野貴幸」名義
- LOVE理論（2015年）
  - 「ミラクルナイト」（挿入歌：A-Queen from バーレスク東京） - 作詞・作曲・編曲

#### パチンコ
- CR海物語アクア（2014年）
  - 「夏色サンセット」（イメージソング：ミスマリ） - 作詞・作曲・編曲
- CRまわるんパチンコ大海物語3（2014年）
  - 「トキメク キラメク ユメイロセカイ」（イメージソング：マリン） - 作曲

#### その他
- me to me（2011年） - 雑誌「ゲーマガ」がプロデュースするオリジナルキャラクターのダンスユニット
  - 「発展途上 My Life」（キャラクターソング：me to me（立花ミカ（沼倉愛美）、西園寺雅（原由実））） - 作詞・作曲・編曲
  - 「Show Time!」（キャラクターソング：me to me（立花ミカ（沼倉愛美）、西園寺雅（原由実））） - 作詞・作曲・編曲